# Joaquim Roriz
Joaquim Domingos Roriz (né le 4 août 1936 à Luziânia et mort le 27 septembre 2018 à Brasília) est un homme politique brésilien.
Il a été l´un des gouverneurs de Brasília, capitale du Brésil.